# Nepenthes tenuis
Nepenthes tenuis este o specie de plante carnivore din genul Nepenthes, familia Nepenthaceae, ordinul Caryophyllales, descrisă de Nerz și Andreas Wistuba. Conform Catalogue of Life specia Nepenthes tenuis nu are subspecii cunoscute.

## Galerie de imagini

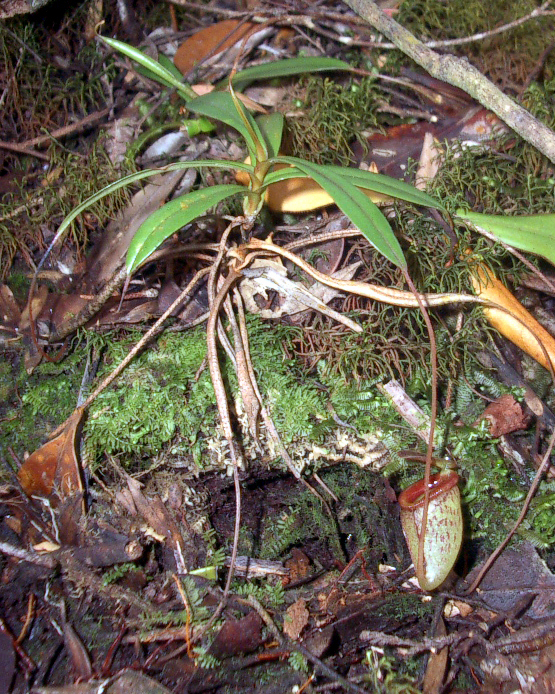
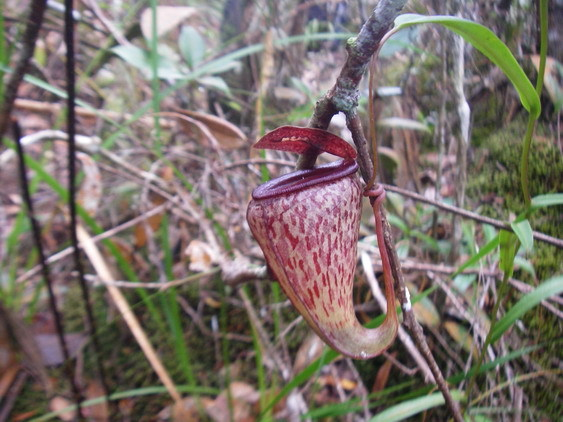
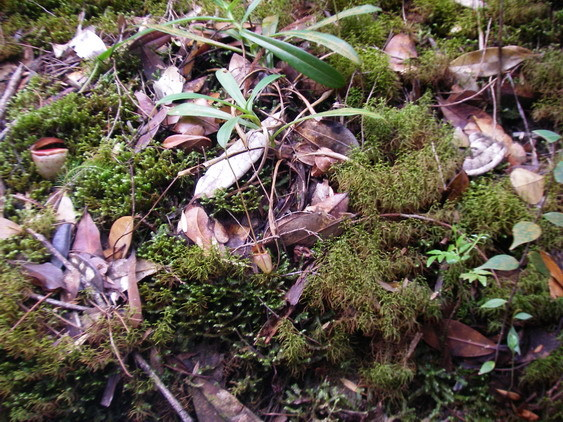
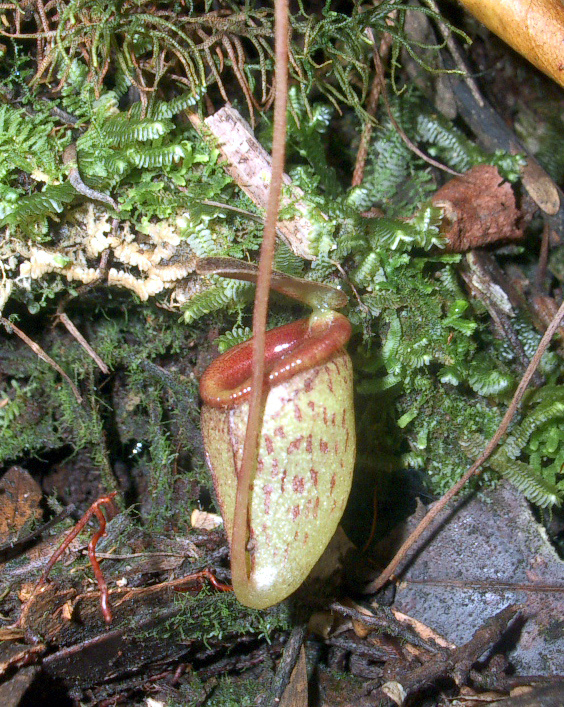
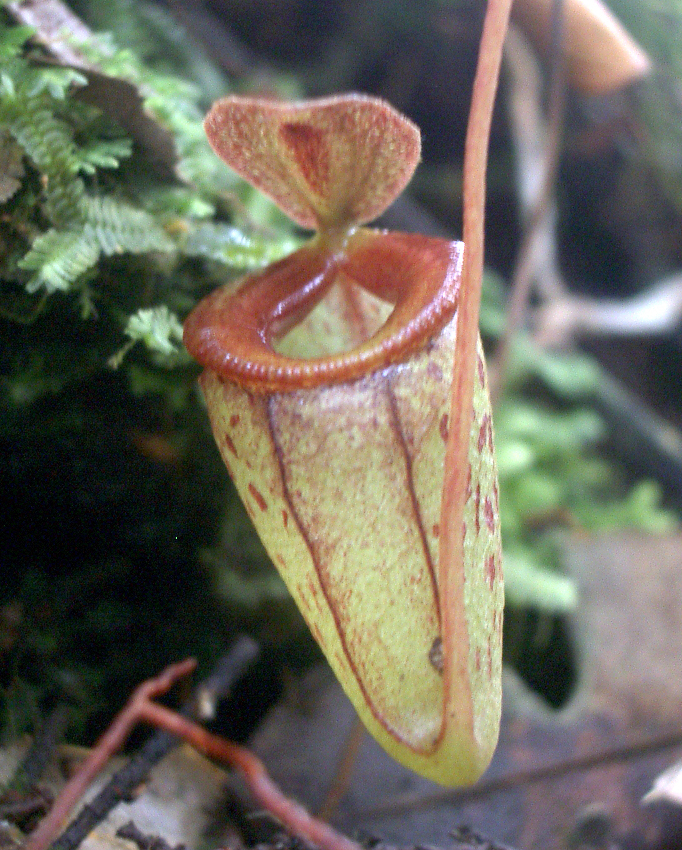
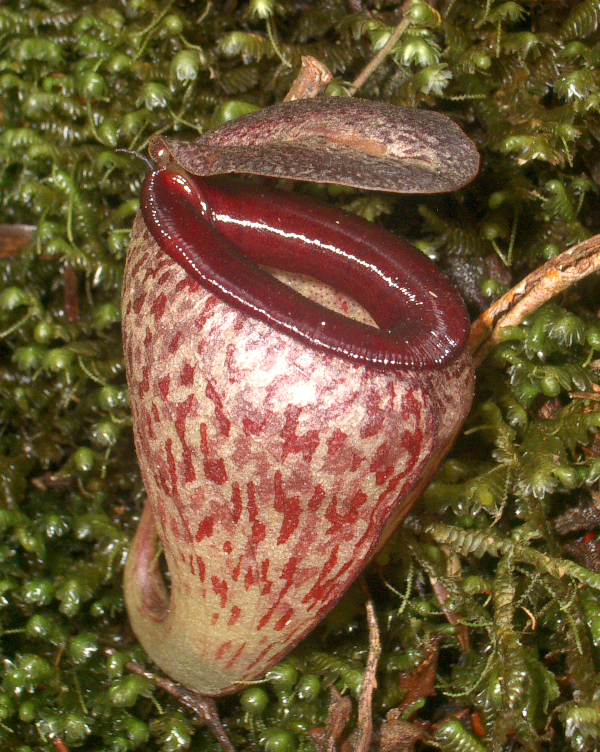